# 日本橋室町東地区開発

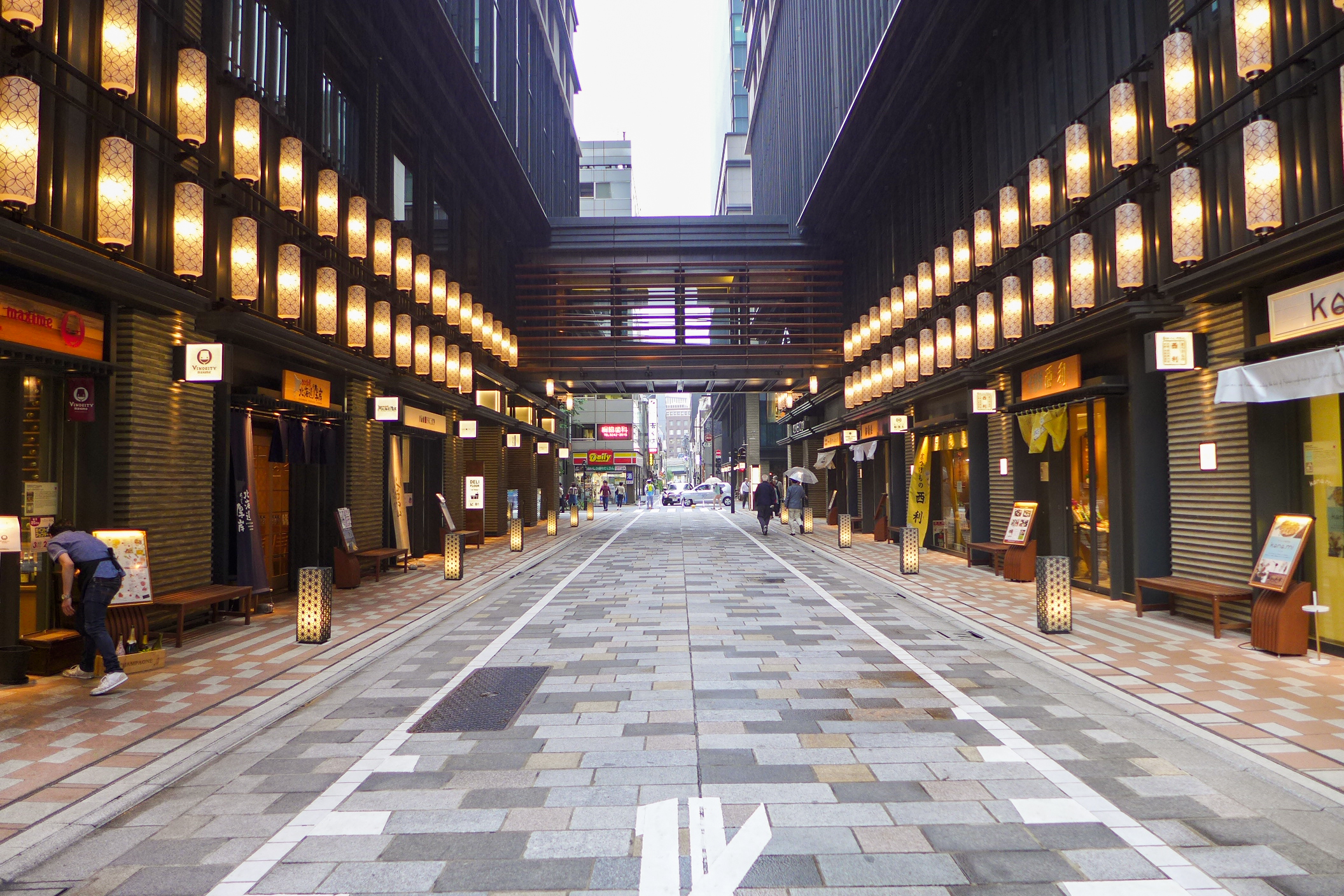
コレド室町

日本橋室町東地区開発（にほんばしむろまちひがしちくかいはつ）は東京都中央区日本橋室町二丁目で進められている都市再生特別措置法都市再生プロジェクトである。事業者は三井不動産、野村不動産など。コンセプトは「残しながら、蘇らせながら、創っていく」。第57回BCS賞受賞。2015年度グッドデザイン賞受賞。

## 概要
日本の中心であった日本橋地区の歴史や文化を再生させ、更に新しい文化を発信する拠点として、再び活性化させることを目標とした都市再生プロジェクトである。地権者が異なる5地区が都市再生特区の指定を受けることは他の都市再生プロジェクトに比べ珍しい例といえる。再開発は営業時間が短く、土日は休業という老舗店が多い欠点を、再開発による大型店建設でカバーし集客力上昇を狙っている。
室町東三井ビルディング（COREDO室町）、日本橋室町野村ビル（YUITO）が建設され、千疋屋日本橋ビル・福徳神社社殿の建設、中央通り・江戸桜通りなどの整備が計画されている。
2007年（平成19年）8月に都市計画決定、先行して室町東三井ビルディング（COREDO室町）と日本橋室町野村ビル（YUITO）の建設が進められ10月28日にオープンした。同年10月25日には関係者向けに内覧会が行われた。
| 街区    | 名称                                        | 完成予定         |
| ------- | ------------------------------------------- | ---------------- |
| 1-5街区 | 室町ちばぎん三井ビルディング（COREDO室町3） | 2014年1月完成    |
| 2-2街区 | 室町東三井ビルディング（COREDO室町）        | 2010年完成       |
| 2-3街区 | 室町古河三井ビルディング（COREDO室町2）     | 2014年1月完成    |
| 2-4街区 | 日本橋室町野村ビル（YUITO）など             | 一部は2010年完成 |
| 2-5街区 | 福徳神社                                    | 2014年10月完成   |

## 建築概要

### 室町東三井ビルディング（COREDO室町）
2009年3月着工、2010年9月竣工。10月1日開業。
来館者数を500万人、売上を40億円と予想している。
- 所在地 - 東京都中央区日本橋室町2丁目2-1
- 設計 - 日本設計（統括設計者)・清水建設・團紀彦建築設計事務所
- 施工 - 清水建設・錢高組JV
- 最高高さ - 105m
- 敷地面積 - 2,454.4m2
- 延床面積 - 約41,000m2
- 階数 - 商業施設（COREDO室町 地下1階〜4階に商業施設、5・6階に日本橋三井ホール）事務所（10階〜22階）
- 構造 - 鉄骨造（一部鉄骨鉄筋コンクリート造、鉄筋コンクリート造）

### 日本橋室町野村ビル（YUITO）
2008年10月着工、2010年9月30日竣工、新生銀行本店や日本最大の店舗となるジョージ・ジェンセンなどが入居する。
- 所在地 - 東京都中央区日本橋室町2丁目4-3
- 設計 - 野村不動産・日建設計
- 施工 - 大林組・野村建設工業JV
- 最高高さ - 108m
- 敷地面積 - 2,744.31m2
- 延床面積 - 46,421.37m2
- 階数 - 商業・サービス施設（YUITO 地下1階〜9階）、オフィスゾーン（10階～21階）
- 構造 - 鉄骨造（一部鉄骨鉄筋コンクリート造、鉄筋コンクリート造）

- 地下2・3階 地下駐車場
- 地下1階 飲食・物販フロア デリフランス・タバーン・新生銀行本店フィナンシャルセンター 三越前駅と直結している
- 1・2階 物販フロア ジョージ・ジェンセン東京本店・パリミキ・ポンドール・イノ・イルムス
- 3・4階 飲食フロア ブラッスリー＆スウィートルーム・銀座 天一・銀座しゃぶ通 好の笹・京のおぞよ 桜家・桃花林・XEX
- 5・6階 野村コンファレンスプラザ日本橋（コンファレンスルーム）
- 7〜9階 金融・サービスフロア 京葉銀行東京支店・東京事務所 高梨歯科・名倉整形外科・新生銀行サービスゾーン

### 浮世小路千疋屋ビル（YUITO ANNEX）
2011年6月着工、2012年11月竣工予定。
- 所在地 - 東京都中央区日本橋室町2丁目4
- 設計 - 鹿島建設
- 施工 - 未定
- 最高高さ - 50m
- 敷地面積 - 389.04m2
- 延床面積 - 3,500m2
- 階数 - 地下1階〜9階
- 構造 - 鉄骨造（一部鉄骨鉄筋コンクリート造、鉄筋コンクリート造）

### 福徳神社
福徳神社は貞観年間（859年から876年）には既に日本橋に鎮座しており、源義家や徳川家康が参詣した記録が残されているなど、地域住民から崇敬を集める由緒ある神社であったが、戦後の高度経済成長による、著しい都市化の進展に伴い、神社の敷地が次第に縮小。一時期はビルの屋上や居酒屋の一角に神殿を構えていたこともあった。
こうした事態を解消するために日本橋の再開発を主導していた三井不動産は神社の社殿再建を行うべく、地域住民と共に協議を重ね、COREDO室町内に神社用の敷地を確保。2010年11月に着工し、2012年7月に竣工した。2014年には拝殿が完成。関連して浮世小路と仲通りが電線類地中化されるなど整備され、また福徳神社の参道として石畳が敷かれている。

### 薬祖神社
福徳神社の鎮守の森として、福徳の森が2016年9月に整備された。造園は東京ミッドタウンの檜町公園などを手掛けた榊原八朗。医薬の祖神として、江戸時代に薬問屋が軒を連ねた日本橋（東京薬種貿易商同業組合事務所屋上、のち昭和薬貿ビル屋上）にあった薬祖神社を移転勧進した。五條天神社の分霊で、公益社団法人東京薬事協会の所有物であるので宗教法人ではない。
- 敷地面積 - 1234.54m2

|          |          |
| 福徳神社 | 薬祖神社 |

## その後
2014年に三井不動産は「日本橋再生計画」の第2ステージの計画を発表、室町東地区に続いて、次の8か所で今後再開発を行うことを公表した。
- 日本橋本町二丁目特定街区（武田グローバル本社、2018年完成）、
- 日本橋二丁目地区（日本橋髙島屋三井ビルディング・太陽生命日本橋ビル・日本橋髙島屋S.C.本館／新館／東館、2019年完成）
- 日本橋室町三丁目地区（日本橋室町三井タワー・COREDO室町テラス、2019年完成）
- 八重洲二丁目北地区（東京ミッドタウン八重洲、2022年から順次開業）

以下、2023年以降に完成予定の計画
- 日本橋室町一丁目地区
- 八重洲二丁目中地区（2028年度竣工予定）
- 日本橋一丁目1・2街区
- 日本橋一丁目4-12街区

その後、上記の8か所に加え、
- 日本橋一丁目中地区再開発

にも参画して、2026年3月末竣工を目指して事業中である。

## 参考資料
- “五條天神社・花園稲荷神社”.   五條天神社・花園稲荷神社. 2016年9月19日時点のオリジナルよりアーカイブ。2017年3月27日閲覧。
- “薬祖神の由来｜薬祖神祭”.   公益社団法人 東京薬事協会. 2017年3月23日閲覧。